# Nationalité belge
 (janvier 2015).
La nationalité belge lie les personnes physiques ou morales originaires de Belgique à tous les droits et prérogatives attachés à cette nationalité. Elle ouvre le droit à la citoyenneté européenne.

## Historique
Le code de la nationalité belge a été promulgué par la loi du 28 juin 1984 entrant en vigueur le 1er janvier 1985. Il a été modifié depuis à plusieurs reprises, en 1991, 1993, 1995, 1998 et 2000.

## Attribution de la nationalité belge

### Avant 1967
Était Belge :
- l'enfant légitime né d'un père belge. Par conséquent, les enfants naturels (y compris les enfants adultérins) ne pouvaient prétendre à la nationalité belge si leur mère ne l'était pas. De plus, si le père belge était coupable d'adultère, il ne pouvait légalement pas reconnaître les enfants nés de ses relations extraconjugales ;
- l'enfant né d'une mère belge et de père inconnu. Dans ce cas, la reconnaissance par le père étranger entraînait la perte de la nationalité belge au profit de la nationalité paternelle si le mari était d'une autre nationalité que belge.

Cas célèbres de non-transmission :
- Johnny Hallyday n'a jamais été belge, comme son père, car ses parents n'étaient pas mariés ;
- Pierre Arditi, Catherine Arditi, Jacques Higelin et Patrick Modiano sont nés d'une mère belge mariée à un citoyen français.

### Entre le1erjanvier 1967et le1erjanvier 1985
Était Belge :
- l'enfant né en Belgique, d'un parent belge ;
- l'enfant légitime, né à l'étranger d'un père belge ;
- l'enfant né à l'étranger d'une mère belge elle-même née en Belgique.

### Après le1erjanvier 1985
Sont Belges :
- 1° l'enfant né en Belgique d'un auteur belge ;
- 2° l'enfant né à l'étranger : 
  - a) d'un auteur belge né en Belgique ou dans des territoires soumis à la souveraineté belge ou confiés à l'administration de la Belgique.
  - b) d'un auteur belge ayant fait dans un délai de cinq ans à dater de la naissance une déclaration réclamant, pour son enfant, l'attribution de la nationalité belge.
  - c) d'un auteur belge, à condition que l'enfant ne possède pas, ou ne conserve pas jusqu'à l'âge de dix-huit ans ou son émancipation avant cet âge, une autre nationalité.
- Celui à qui la nationalité belge a été attribuée en vertu du premier alinéa, 2°, c, conserve cette nationalité tant qu'il n'a pas été établi, avant qu'il n'ait atteint l'âge de dix-huit ans ou n'ait été émancipé avant cet âge, qu'il possède une nationalité étrangère.

## Acquisition de la nationalité belge
La nationalité belge peut être acquise par naturalisation, déclaration ou en raison de la possession d'état de Belge.
Il n'est plus possible d'acquérir la nationalité belge par la procédure d'option ou par mariage.

## Perte de la nationalité belge
La nationalité belge peut être perdue par renonciation, déchéance, séjour à l'étranger ou dans certains cas s'appliquant aux enfants.

## Recouvrement de la nationalité belge
Une personne qui a perdu sa nationalité belge (autrement que par déchéance) peut la recouvrir en faisant une déclaration de recouvrement.

## Double nationalité
Depuis l'entrée en vigueur de la Loi Gol de 1984 et jusqu'à la modification de 2008, le Belge qui acquérait volontairement une autre nationalité perdait la belge.
En 2007, la Belgique a dénoncé la Convention de Strasbourg du Conseil de l'Europe du 6 mai 1963 qu'elle avait ratifiée en 1991 et la législation belge a été modifiée en 2008. Depuis, un Belge peut donc avoir la double nationalité ou même plusieurs nationalités. Cette modification n'a pas d'effet rétroactif, le Belge ayant perdu sa nationalité ne récupère pas automatiquement la nationalité belge et doit passer par une procédure de réintégration par voie judiciaire.

### Réforme
La réforme de Laurette Onkelinx est celle-ci :
- elle souhaite introduire la double nationalité. Cela nécessite deux points : l'abrogation de l'article 22-1-1 du code de la nationalité belge et l'abandon du Chapitre I de la Convention sur la réduction des cas de pluralité de nationalités et sur les obligations militaires en cas de pluralité de nationalités[3]. Lors de la ratification du traité par les États parties, chaque pays devait décider s'il appliquait le Chapitre I, prévoyant le retrait de la nationalité initiale par le pays d'origine lors de l'acquisition volontaire de la nationalité d'un autre État partie ayant ratifié le Chapitre I. Le choix exprimé était définitif. La France et la Belgique sont parties au Chapitre I de la Convention[4], donc suppriment leur nationalité en cas de naturalisation d'un ressortissant chez l'autre pays ;
- en vertu de l'article 44 de la Convention de Vienne sur les Traités[5], on doit dénoncer tout un traité sauf si le traité prévoit d'autres modalités et si les autres parties au traité donnent leur accord formel pour l'annulation d'une partie du traité ;
- Laurette Onkelinx a lancé la demande d'accord aux autres pays parties, dont la France le 25 juillet 2005 via l'ambassadeur auprès du Conseil de l'Europe, pour abroger la ratification du Chapitre I ;
- en mai 2006, il manquait encore l'accord de l'Irlande et du Luxembourg. Mais le Conseil des Ministres belge a approuvé à cette date un projet de loi transmis pour avis juridique au Conseil d'État ;
- le 28 décembre 2006, une loi-programme a modifié le code de la nationalité belge. La réforme de l'article 22-1-1 attend pour entrer en vigueur un Arrêté Royal. L'Irlande a donné son accord et le Luxembourg aurait, selon les propos d'un sénateur, donné à tout le moins son accord verbal. Dès l'abrogation du Chapitre I de la Convention (du Conseil de l'Europe) de Strasbourg de 1963 sur la plurinationalité, l'arrêté pourra paraître. Les citoyens des pays ratificataires du Chapitre I n'auront plus à perdre leur nationalité en prenant la nationalité belge et les Belges ne perdront plus obligatoirement leur nationalité en prenant la nationalité étrangère, sauf si la loi de la nouvelle patrie l'exige ;
- en janvier 2007, la ministre Onkelinx s'est engagée à donner aux Parquets des instructions sur la réintégration des anciens Belges, afin de tenir compte des nouvelles dispositions supprimant la perte automatique de la nationalité belge en cas de naturalisation à l'étranger. Ceci concerne les anciens Belges qui auraient perdu la nationalité automatiquement par l'effet de l'ancienne loi. Ces anciens Belges auraient donc la possibilité d'une réintégration semi-automatique dans la nationalité belge selon l'article 24 du code de la nationalité, sans que le Parquet puisse s'y opposer, sauf dans des cas graves « incompatibles avec la qualité de Belge » ;
- à cette même occasion, la ministre Onkelinx s'est également engagée à mettre en place l'arrêté royal le plus rapidement possible pour les pays non signataires de ladite Convention (ces pays signataires étant notamment France, Autriche, Suède, Pays-Bas, Luxembourg et Irlande). La perte automatique de la nationalité belge en cas de naturalisation dans les pays signataires continuerait à être applicable jusqu'à l'abrogation de la Convention, alors que la naturalisation dans tous les autres pays non signataires n'entrainerait plus la perte de la nationalité belge, avec effet immédiat, sauf si bien sûr, le pays d'accueil exige la perte de la nationalité antérieure, ce qui est très fréquent.

### Publication de l'arrêté royal auMoniteurdu30 avril 2008
À l'exception des nationalités autrichienne, britannique, danoise, espagnole, française, irlandaise, italienne, luxembourgeoise, néerlandaise et norvégienne, les Belges ont pu acquérir volontairement depuis le 9 juin 2007 toutes les autres nationalités étrangères sans perdre automatiquement la nationalité belge. Dans de nombreux cas la perte de nationalité belge était également accompagnée de la perte de facto du passeport d'un pays membre de l'Union européenne.
Mais qu'en est-il plus précisément de l'échéance du 30 avril 2008 pour ce qui concerne les nationalités de ces dix pays européens ?
L’arrêté royal (23.04.2008-) fixant à la date du 28 avril 2008 (et non le 1er mai à la suite d'une rectification du Conseil de l'Europe à ce sujet), la possibilité d'avoir la double nationalité pour les Belges qui font l'acquisition de la nationalité d'un des pays partie à la Convention du Conseil de l'Europe du 6 mai 1963 sur la réduction des cas de pluralités de nationalités a été publié au Moniteur belge le 30 avril 2008. Le texte complet peut être trouvé ici.
Il en résulte que sur le plan du droit belge, les citoyens belges peuvent également acquérir volontairement la citoyenneté de l'un de ces dix pays européens tout en conservant leur nationalité belge, sauf si la loi du pays exige la perte de la nationalité antérieure.

## Source
- Justel